# Одержимость Майкла Кинга
«Одержимость Майкла Кинга» (англ. The Possession of Michael King) — фильм ужасов режиссёра-дебютанта Дэвида Юнга 2014 года.
Фильм снят в стиле псевдодокументалистики, в нём практически отсутствует музыкальное сопровождение. В финале звучит песня Something Real в исполнении группы INM.

## Сюжет
Режиссер-документалист Майкл Кинг не верит ни в Бога, ни в дьявола, ни в какое-либо другое сверхъестественное существование. Его жена Саманта считает обратное. В течение многих лет она посещала медиума Беверли для получения духовной помощи. Саманта погибает в результате несчастного случая в Соединенных Штатах, в то время как Майкл хотел поехать с ней в Европу. Беверли, однако, "предвидела" крупный прорыв в попытке Саманты стать актрисой и посоветовала ей остаться в Америке. Майкл ставит Беверли перед фактом. Он просит её признать, что она играет фальшивую драму и вообще ни с кем не контактирует. Беверли утешает его, но потом просит уйти.
Майкл изо всех сил пытается восстановить свою жизнь после смерти Саманты. Его сестра Бет переезжает к нему, чтобы помочь ему заботиться о своей дочери, Элли. Майкл решает снять документальный фильм, чтобы доказать, что нет никакого паранормального мира или загробной жизни. Он утверждает, что такие концепции могут быть поддержаны только человеческим страхом перед небытием, рынком, который зарабатывает на этом большие деньги. С этого момента Майкл предлагает себя в качестве испытуемого для самых тяжелых, самых мрачных сверхъестественных ритуалов, в которые верят некоторые другие люди. Он размещает рекламу в интернете, где люди могут ответить предложениями экспериментов, чтобы доказать противоположность его позиции. Оператор Джордан будет снимать всё, через что ему предстоит пройти, 24 часа в сутки. Майкл предполагает, что он может показать, что ничего нет. Если он ошибётся, то, по крайней мере, он станет первым человеком, у которого есть конкретные доказательства сверхъестественного. На его пост в интернете есть сотни откликов.
Первым из новых контактов Майкла в интернете, посетивших его, является духовный человек по имени Гиббонс, который говорит, что его отец систематически сексуально насиловал его в юности. По словам Гиббонса, его отец умер от сердечного приступа вскоре после того, как помолился Сатане о помощи. Совпадение, если верить Майклу. Затем он заказывает в интернете вещи, с помощью которых он мог бы попытаться вызвать демонов. Ничего не происходит. Именно поэтому он посещает самопровозглашенного демонолога Августина и его жену Маршу. Они дают ему ЛСД, привязывают его к кресту в своем подвале и говорят о нем заклинания. Майкл получает солидное путешествие, но демоны не появляются.
Оглядываясь назад, он видит на экране камеры кадры, показывающие, что Августин и его жена воспользовались возможностью заняться сексом друг с другом в его присутствии. Майкл не сдаётся и связывается с директором похоронного бюро, который утверждает, что он некромант. Он обезвоживает Майкла, на этот раз с помощью вещества ДМТ из тела жабы, которое вызывает психоделические переживания. Затем он берет Майкла на кладбище посреди ночи. Здесь он хочет перенести дух только что умершего человека в его тело. Ритуал прерывает полиция.
Затем Майкл посещает собрание большой группы с медиумом. Она говорит, что получила сообщение от недавно умершей женщины. Медиум говорит ему: "Майкл, ты должен ...". На середине фразы она падает на землю. Майкл идёт домой. Его голова болит, и он страдает от постоянного звука в голове: результат наркотиков, как он подозревает. После того, как терапевт говорит ему, что он не страдает от звона в ушах, он идёт к психологу, который пытается избавиться от звука с помощью гипнотерапии. Сеанс прерывается, потому что в комнате гаснет свет. В это время Майкл лихорадочно перемещается в пространстве и начинает невнятно кричать. Джордан анализирует запись камеры и определяет, что человеческие голосовые связки не способны производить крики Майкла. Майкл подозревает, что в камере есть дефект. Джордан не верит в это и решает больше не работать над документальным фильмом. Поэтому с этого момента Майкл сам берет камеру. Сам того не зная, он ходит по ночам, например, чтобы потрогать спящую сестру.
Звук в голове Майкла начинает появляться все чаще и чаще, и это похоже на говорящий голос. Он убеждается, что с ним случилось что-то опасное. Поэтому Майкл просит голос оставить его в покое. "Нет" гремит в его голове, и его собственное изображение появляется на экране телевизора в комнате, насмехаясь над ним. Майкл ищет владельца похоронного бюро, чтобы попросить о помощи, но тот отсылает его с сообщением, что это его собственная вина. Августин и Марша объясняют, что они сделали это просто ради забавы, и выставляют его за дверь. Майкл чувствует, что всё меньше и меньше контролирует себя. Ночью он, сам того не зная, с ножом идёт в спальню Элли. На следующий день Бет с Майклом находят собаку Фишбон мёртвой на кровати.
Бет уезжает из дома Майкла и забирает Элли с собой. Поскольку Церковь отказывается проводить экзорцизм, он пытается сделать это дома самостоятельно. Библия в его руках вспыхивает пламенем. Существо, которое завладело телом Майкла, швыряет его по комнате и заставляет вырезать пентаграмму на его торсе. Когда он зашивает свои раны на следующий день, он замечает, что ему почти не больно вводить иглу через кожу или полностью в большой палец. Голос в его голове требует, чтобы Майкл убил Элли. Он отказывается и вместо этого охотится за случайными женщинами и бродягами. Теперь Майкл, кажется, не в состоянии контролировать себя. Вот почему он идёт домой и приковывает себя наручниками к кровати. На следующее утро он просыпается и обнаруживает, что в гостиной полный беспорядок. Стены усеяны знаками, а на полу нацарапана пентаграмма.
Майкл снова приковывает себя наручниками к кровати, держа ключ вне пределов досягаемости. Джордан заходит посмотреть, как у него дела. Он видит хаос и находит Майкла в постели. Он отпускает Майкла при условии, что тот начнет искать помощи. Майкл спускается вниз. Сверху он слышит телефонный звонок Джордана, но никто не отвечает. Майкл возвращается наверх и находит Джордана мёртвым, свисающим с потолка. Майкл поднимает осколок стекла и пытается покончить с собой, но существо в нём останавливает его руку. Затем он проглатывает содержимое банки с лекарством, но его рвёт. Наконец, он принимает ванну с феном.
Майкл сидит в кресле-качалке у входной двери. Голос в его голове говорит ему: "Теперь мы вместе, Майкл." Утром входит Бет с Элли. Майкл, прячась от неё, настигает её, и подняв её за шею одной рукой, ломает её. Затем он поднимается по лестнице вслед за Элли. Когда он входит в комнату, где прячется Элли, он находит её и борется с сущностью за власть над своим телом. Демон становится всё более и более могущественным. Майкл умоляет Сэм о помощи. Монета на его столе стоит на боку. Глядя в зеркало, Майкл на мгновение обретает контроль над собой и использует эту возможность, чтобы выпрыгнуть в окно. Он падает на улицу и разбивается насмерть, спасая свою дочь.

## В ролях
| Персонаж                  | Роль исполняет       |
| ------------------------- | -------------------- |
| Майкл Кинг                | Шейн Джонсон         |
| Саманта Кинг, жена Майкла | Кара Пифко           |
| Бет Кинг, сестра Майкла   | Джули Макнивен       |
| Элли Кинг, дочь Майкла    | Элла Андерсон        |
| Джордан, друг Майкла      | Джед Рис             |
| Августин                  | Томас Арана          |
| Марша, жена Августина     | Патриция Хили        |
| Беверли, медиум           | Дейл Дикки           |
| Эрика Белл, экстрасенс    | Анна Маунтфорд       |
| Отец Гиббонс              | Тобиаш Элинек        |
| Гробовщик                 | Каллен Дуглас        |
| Звукоинженер              | Майкл Рэй Эскамиллья |
| Священник                 | Стюарт Скелтон       |

## Производство
Для создания образа Майкла Кинга режиссёр Дэвид Юнг вдохновлялся персонажем Джеком Торренсом из «Сияния» (1980). Режиссёр считал, что «Сияние» не показало одержимость главного героя его собственными глазами и решил воплотить это в своём фильме. Юнг выполнил его в стиле «найдённой плёнки», чтобы зритель видел каждый шаг Майкла.
Работая над своей ролью, актёр Шейн Джонсон в течение нескольких месяцев просматривал схожие по сюжету фильмы (в частности, «Последнее изгнание дьявола») а также изучал материалы по некромантии и демонологии.

## Критика
«Одержимость Майкла Кинга» получила множество негативных отзывов, например, на сайте Rotten Tomatoes он имеет 29 % «свежести» на основании 16 рецензий, а на Metacritic — 34 балла на основе 10 рецензий. Критиковался фильм за неоригинальность идей и стиля и их подачу, а также за сюжетную линию.
Фанаты хоррора были более благосклонны, во многом благодаря исполнителю главной роли. На сайте Ain’t It Cool News высоко оценили актёрскую игру Джонсона,. Обозреватель с сайта Shock Till You Drop отметил, что «Юнг максимально использует его историю и талант».